# Azab

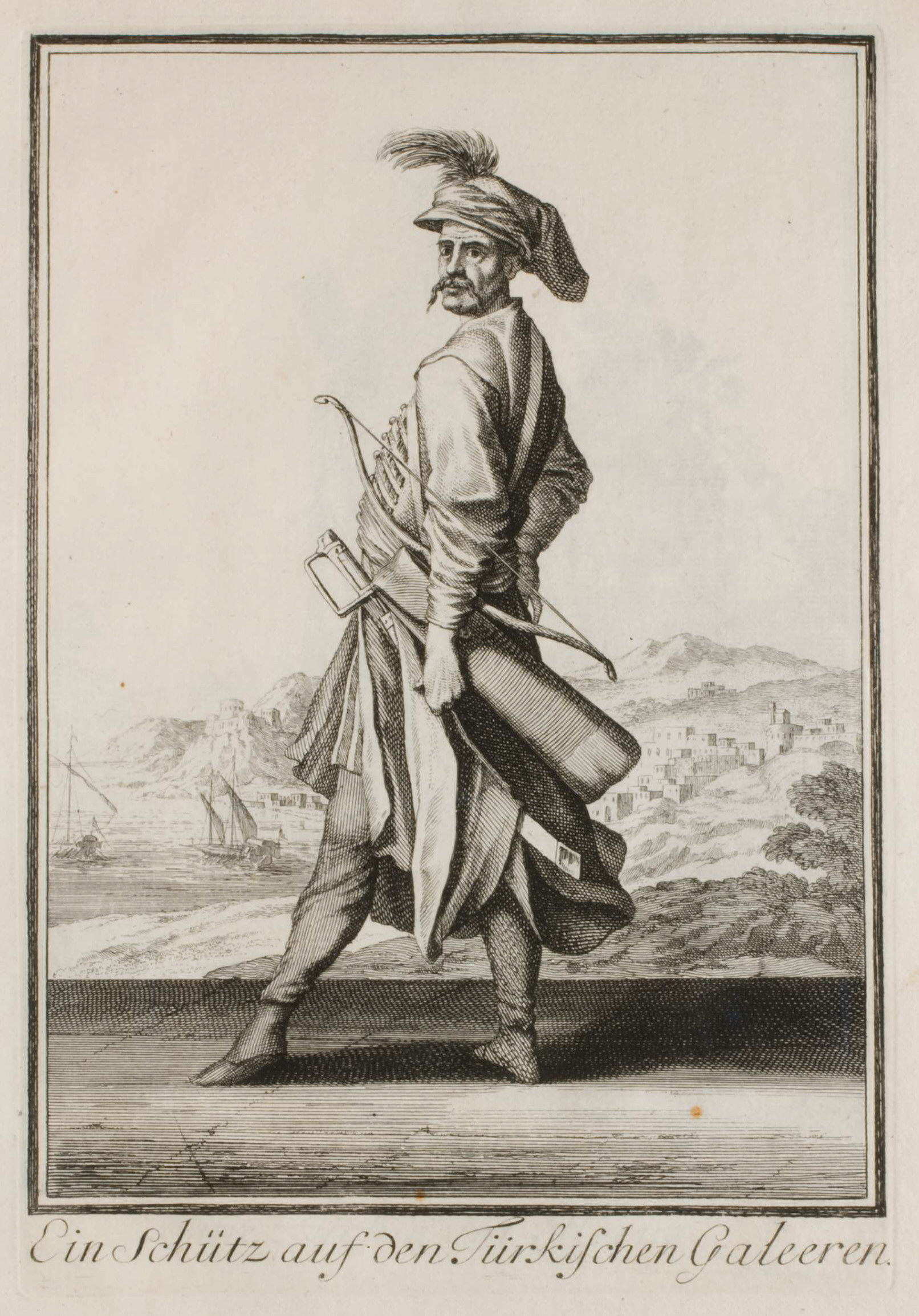
Un arquero de las Galeras turcas (Azab)

Los azabs o azaps (turco otomano: عزب,  turco moderno Azap, del término árabe, paralicenciado ) también sabido como Asappes o asappi, fueron una infantería ligera irregular del ejército otomano.
Los azabs o licenciados,  eran voluntarios que solo recibían paga durante las campañas y tenían libertad para dejar el ejército siempre que  quisieran. Era reclutados inicialmente solo entre los turcos de Anatolia, pero para el siglo XVI tardío cualquier musulmán de una provincia otomana podía alistarse como azab. La función principal de los azabs eran luchar como arqueros a pie o, a veces, montados. Además de su labor militar, muchos también sirvieron como guardias.
Debido a su origen voluntario, los azabs tenían una amplia gama de armamento. Este incluía armas enhastadas, como el tirpan y el harba así como el balta (alabarda). Además de estas usaron mazas, arcos, sables, ballestas y, tras la adopción de armas de fuego, pistolas. 

## Reformas
El poder e importancia de los azabs empezó fue disminuyendo con el tiempo. A pesar de ser vistos originalmente como rivales a la élite jenízara, para el siglo XVI  eran responsables de tareas menores como llevar munición y minar las defensas enemigos.
Con las reformas de finales del siglo XVI todos los hombres musulmanes pudieron enrolarse en el ejército otomano. De cada 20-30 hogares, 1 hombre servía en el ejército mientras los otros pagaban el coste. El armamento estándar de un azab de esta era era un mosquete y un sable.